# ツインタワー (バスケットボール)
バスケットボールにおけるツインタワーは、優秀な長身センタークラスの選手がチームに2人所属していることを言う。チームに2人も揃うことはかなり珍しい。なお、単に長身選手が2人揃っているだけでツインタワーと呼ぶこともある。

## NBAにおけるツインタワー
NBAにおいて最初にツインタワーと呼ばれたのは、ヒューストン・ロケッツの身長223センチのラルフ・サンプソンと身長213センチのアキーム・オラジュワンになる。1983年のNBAドラフトで全体1位指名でロケッツに入団したラルフ・サンプソンはルーキー・オブ・ザ・イヤーを獲得するほど活躍し、1984年のNBAドラフト全体1位で指名されてロケッツに入団したオラジュワンとサンプソンは「ツインタワー」としてチームの主軸となる。2人のコンビは2年目にはNBAファイナルに進むも、当時史上最強と呼ばれたボストン・セルティックスと戦い、2勝4敗で敗れた。翌シーズンはサンプソンの怪我により「ツインタワー」は有効に機能せず、続く1987-88シーズン中にサンプソンはトレードに出されツインタワーは解消された。実質、2人が効果的に機能したのは2年ほどだった。
次にツインタワーと呼ばれるのは、サンアントニオ・スパーズの身長216センチのデビッド・ロビンソンと身長213センチ（当時の登録によるもの。現在は211センチ登録）のティム・ダンカンになる。1987年のNBAドラフトで全体1位でロビンソンはスパーズに指名され、海軍でのキャリアを務めた後、1989年よりスパーズに加入した。ロビンソンは前シーズン21勝61敗だったチーム成績をミッドウェストディビジョン1位の56勝26敗に引き揚げる原動力となり、ルーキー・オブ・ザ・イヤーを受賞した。1997年のNBAドラフトで全体1位でダンカンがスパーズに指名され入団、センターのロビンソンとの「ツインタワー」としてチームの主軸となる。2年目にはNBAファイナルでニューヨーク・ニックスを破り優勝した。その後、ロビンソンは年齢的な衰えや故障したシーズンもあり、個人成績は徐々に下降していき、ダンカンがエースとしてチームを牽引した。ロビンソンとダンカンのコンビは6年間続き、2003年にはスパーズは2度目の優勝をした。このシーズンが終わるとロビンソンは引退したが、スパーズはセンターのラドズラフ・ネステロビッチを獲得し、ツーセンター・システムを継続、2005年に3度目の優勝を果たした。

## その他
- クレムソン大学でプレイしたエルデン・キャンベルとデイル・デービスも、当時ツインタワーと呼ばれている。
- ロビンソンとダンカンに加えて、ウィル・パデューも同時に出場した時は、トリプルタワーと呼ばれた。
- NBAオールスターゲームで、シャキール・オニール、ティム・ダンカン、ケビン・ガーネットが揃って同チームで出場した時は、トリプルタワーと呼ばれた。